# درآمد مشمول مالیات
درآمد مشمول مالیات (انگلیسی: Taxable income) به آن بخش از درآمد افراد گفته می‌شود که پس از کسر معافیت‌ها و کسورات مجاز، مشمول مالیات می‌شود. این درآمد می‌تواند شامل حقوق و دستمزد، سود حاصل از کسب و کار، سود سهام، بهره، اجاره و سایر انواع درآمد باشد. در سیستم مالیاتی، نرخ‌های مالیاتی مختلفی برای سطوح مختلف درآمد مشمول مالیات اعمال می‌شود، به این معنی که هر چه درآمد مشمول مالیات شما بیشتر باشد، نرخ مالیاتی که باید بپردازید نیز بیشتر خواهد بود.